# Miccolamia thailandensis
Miccolamia thailandensis är en skalbaggsart som beskrevs av Stefan von Breuning och Chûjô 1966. Miccolamia thailandensis ingår i släktet Miccolamia och familjen långhorningar. Inga underarter finns listade i Catalogue of Life.